# Vôlei Natal
O Vôlei Natal, ou Funvic Educacoin Natal, por questões de patrocínio, é um time de vôlei masculino com sede na cidade de Natal, Rio Grande do Norte. Realiza seus jogos como mandante no Ginásio Nélio Dias. O clube é fruto da fusão entre as extintas equipes do Vôlei Aero Clube e do Vôlei Taubaté.

## História
Depois de projetos em outras cidades, a FUNVIC decidiu que Taubaté seria a melhor opção para a temporada 2013/14 da Superliga. Com um elenco jovem, a equipe iniciou sua história apostando em jovem promissores. Com o baixo investimento, comparado às demais equipes da competição nacional, não foi possível a classificação aos playoffs na temporada, mas havia algo muito bom reservado para o futuro desta equipe.
Começava então a preparação para a temporada 2014/15 e foi então que nasceu uma grande força no vôlei nacional. Com o emprenho sobretudo do supervisor Ricardo Navajas a equipe conseguiu patrocinadores e altos investimentos. Se reforçou com quatro jogadores de seleção brasileira, e se tornou uma das principais forças da Superliga. Chegaram a equipe do interior de São Paulo o levantador Raphael (vindo de uma carreira vitoriosa na Europa), o ponteiro Lipe, o central Sidão e o líbero Felipe – todos medalhistas de prata no Mundial realizado no ano de 2014, na Polônia. E o time paulista ainda passou a contar com outros nomes fortes nesta temporada. Chegaram o ponteiro campeão olímpico Dante, o oposto Lorena, o central Mauricio Souza, o ponteiro Thiago Sens, entre outros.
As expectativas eram as melhores possíveis e todos o objetivos traçados foram alcançados. Dentre os objetivos: ser finalista do Campeonato Paulista e chegar às semifinais na Copa Brasil e Superliga - objetivos mais que alcançados. A equipe do Vale do Paraíba se tornou campeã estadual em 2014, vencendo o SESI na final e terminou o ano de 2014 como vice líder da Superliga. E 2015 ainda reservava conquistas. A equipe se tornou campeã da Copa Brasil 2015, derrotando na semifinal o Sada Cruzeiro e na final o Vôlei Brasil Kirin de Campinas, na casa dos adversários. Com esse título, a equipe ainda pode disputar a Sul Americano de Clubes, no qual ficou em 4° lugar. De volta a Superliga, a equipe classificou-se em 2º lugar e depois de passar pela equipe de Canoas chegou a tão esperada semifinal. Acabou sendo eliminado da competição pelo SESI-SP e terminou com a 3ª posição na competição. Objetivos cumpridos e alguns até ultrapassados.

### 2015/2016
Para a temporada 2015/16 as metas são ambiciosas. Foi firmada uma parceria vitoriosa com o São Paulo Futebol Clube, que rendeu a equipe taubateana os títulos dos Jogos Regionais, Copa São Paulo e Campeonato Paulista. No entanto, a parceria foi dissolvida após alguns meses devido à quebra de contrato por parte da empresa Capes, financiadora do projeto por parte do clube paulistano.
Apesar disso, a equipe conseguiu captar todos os recursos necessários. Foram mantidos os levantadores Rapha e Pedro, o oposto Leozão, o ponteiro Lipe, os líberos Felipe e Diego e o central Deivid. Para a temporada 2015-2016 os reforços foram os ponteiros Japa, Ricardo Júnior e Lucarelli, os centrais Otávio, Ialisson, Riad e cubano Isbel Mesa e o oposto canadense Gavin Schmitt.
Devido às muitas lesões sofridas por atletas ao longo da temporada, principalmente do central Riad e do oposto Gavin, a equipe ainda se reforçou com o oposto cubano Yadier Sánchez e o central Lucas Rangel, que estavam no voleibol argentino. Além disso, a equipe tem usado com frequência os jogadores formados nas categorias de base da FUNVIC, como o levantador Pedro Jukoski (filho do ex-jogador e hoje técnico Paulão), o meio Lucas Santos e o ponteiro Cristiano.

### 2016/2017
Para a temporada 2016-2017 a equipe evoluiu ainda mais. A base foi mantida com Rapha, Lucarelli e Otávio e foram contratados o central Éder e o oposto Wallace, medalhistas olímpicos nos Jogos Olímpicos do Rio de Janeiro. Além deles, chegaram o ponteiro Lucas Lóh e o líbero Mário Júnior.
O resultado logo apareceu. A equipe se consagrou pelo 3º ano consecutivo como campeã Paulista, derrotando o SESI na final. E não parou por aí. Em mais uma final contra o SESI, a equipe se sagrou campeã da Copa Brasil (2º título), vencendo os paulistanos por 3-0. 
Ainda assim o objetivo do time era ir mais longe e conquistar o tão sonhado título da Superliga. Apesar de ter sido irregular em boa parte da fase classificatória, a equipe cresceu no final e conseguiu terminar na 2ª posição. Nas quartas de final, o adversário foi a forte e jovem equipe de Juiz de Fora. Apesar do equilíbrio nos jogos, a série foi vencida por 3-0 (3-0 / 3-1 / 3-0). Na semi final o adversário já era um velho conhecido de outras decisões, o SESI-SP. Depois de vencer o primeiro jogo com certa facilidade, vieram dois confrontos jogados até o tie break, uma vitória pra cada lado na casa do adversário. A equipe chegou então ao 4º jogo precisando de uma vitória para a tão esperada final e ela veio. A vitória por 3-1 no Ginásio Lauro Gomes garantiu a equipe de Taubaté na sua primeira final da história.
O desafio na final seria o mais difícil possível: o tricampeão Mundial e 5 vezes campeão da Superliga, SADA Cruzeiro. O jogo foi equilibrado. Os dois primeiros sets foram decididos nos detalhes pela equipe mineira. No terceiro set veio a reação taubateana, mas que não evitou a derrota. Vitória do grande favorito Cruzeiro por 3-1. 
Apesar da derrota o saldo da temporada foi extremamente positivo e mostrou a crescente evolução da equipe de Taubaté. Chegou em todas as finais, sendo 2 títulos.

### 2017/2018
As novidades da temporada mostraram que o objetivo da equipe não mudou, agora está mais forte ainda. A primeira grande mudança ocorre na comissão técnica. Sai o vitorioso César Douglas e chega o experiente Daniel Castellani. Para auxiliá-lo também chegam Ricardo Picinin (ex-Praia Clube) e Reinaldo Bacilieri (ex-São José).
Na equipe as mudanças foram pontuais. Foi mantida a base com Rapha, Wallace, Lucarelli e Otávio. A equipe perdeu Éder e Lucas Lóh (que foram jogar fora do país), mas se reforçou para manter o alto nível com 2 estrangeiros. Chegaram o central argentino Sebastián Solé, que estava no Trentino Volley da Itália e o ponteiro sérvio Marko Ivović que atuava na Polônia e foi MVP da Liga Mundial de 2016. Além deles chegaram para reforçar a equipe o líbero da seleção brasileira Thales Hoss, o central Rafael, o levantador Paulo Renan e os jovens pontas Rodrigo Ruiz e Lucas Madalóz. E não parou por aí. A equipe anunciou o retorno do experiente ponteiro Dante.

### 2018/2019
Para esta temporada é mantido o comando técnico com Daniel Castellani, no elenco foram mantidos: Rapha, Lucarelli, Otávio e Thales, sendo contratados dois jogadores argentinos: Facundo Conte e Nicolás Uriarte, além dos atletas campeões olímpicos: Lucão e Douglas Souza, e para a suprir a saída de Wallace, chega o experiente Leandro Vissotto.
O time foi montado para disputar títulos, mas na primeira edição da Copa Libertadores de Voleibol, alguns problemas internos foram detectados, e na referida competição o time só disputou a fase final porque era o representante da cidade-sede, mesmo assim finalizou na quarta colocação, então o diretor-técnico Ricardo Navajas assumiu interinamente o cargo, apos demissão de Castellani , visando avançar a grande final da Superliga Brasileira A, então em 25 de fevereiro de 2019 foi anunciado o novo treinador do time, o atual técnico da seleção brasileira Renan Dal Zotto, cujo auxiliar técnico é Maurício Thomas.
E nos playoffs da correspondente Superliga eliminou na série de quartas de final o  Vôlei Renata por 2x1, e mesmo em desvantagem no mando de quadra, derrotou por 3x0 na série semifinal o detentor do título Sada Cruzeiro avançando assim a grande final, e enfrentou nesta o melhor time da fase classificatória o SESI-SP, iniciou a série perdendo pelo placar de 3-0 no Ginásio do SESI - Vila Leopoldina, devolvendo o placar na segunda partida em pleno Ginásio do Abaeté, na sequência o regulamento previa que os demais jogos teriam que acontecer em ginásio com capacidade maior,  ou seja, na Arena Suzano, na terceira partida ocorreu no referido palco, e o time de virada fez dois sets a um, mas permitiu o empate e venceu o quinto set, fazendo 2x1 na série; na quarta partida, a uma vitória do título, o time perdeu por tres sets a um, ficando a série empatada em 2x2, e a decisão foi no quinto e último jogo.
Na edição comemorativa dos 25 anos da competição, o time entra para história e conquista seu primeiro título, o jogo teve destaque nos dois primeiros sets  do argentino Facunde Conte e Leandro Vissotto, mas no que poderia ser o set do título, o SESI-SP venceu, acontecendo a conquista no quarto set com o último ponto realizado pelo ponteiro Lucarelli, eleito melhor ponteiro e melhor jogador da temporada, assim como o também premiados Thales e Lucão também foram nomeados para a seleção ideal, e Vissotto recebeu o Troféu VivaVôlei e o levantador Rapha o prêmio "Craque da Galera".

### 2019/2020
No início da temporada, o time paulista conquistou o terceiro lugar da Copa do Brasil de 2019 ao perder a semifinal para o Minas Tênis Clube por 3 sets a 2. Depois de perder o primeiro jogo da final do Campeonato Paulista de 2019 por 3 sets a 2 em casa para o Vôlei Renata, repetiu o placar, só que dessa vez a seu favor no Ginásio do Taquaral e levou a disputa do título para o golden set, onde venceu a equipe do interior paulista por 25-22, conquistando o hexacampeonato do torneio.
Uma semana antes de começar a temporada regular da Superliga 2019-20, disputou e conquistou o título da Supercopa do Brasil contra o Sada Cruzeiro, ambos, campeão e vice-campeão da Superliga 2018-19, respectivamente. Apesar de ter saído atrás no placar tendo perdido o primeiro set por 21-25, o clube paulista comandado por Renan Dal Zotto venceu os 3 sets seguintes e levantou pela primeira vez a taça da competição.
Na Superliga 2019-20, após o clube terminar na liderança ao término do primeiro turno, o clube paulista e mais 6 equipes votaram pelo fim da competição após o avanço da pandemia de COVID-19 no país. No dia 20 de abril de 2020 a CBV emitiu um comunicado informando o encerramento da temporada sem decretar nenhum campeão, tanto para o torneio masculino, quanto para o feminino.
No início de 2020, o clube ficou em terceiro lugar na Copa do Brasil de 2020 após perder a semifinal para o Sesi-SP por 3 sets a 1. Em fevereiro o clube disputou o Campeonato Sul-Americano de Clubes de 2020, em Contagem, região metropolitana de Belo Horizonte. O clube paulista avançou para as semifinais após se classificar em segundo lugar no grupo A, após vencer o Regatas Lima, do Peru, por 3 sets a 0, e perder por 3 sets a 1 para o UPCN/San Juan, da Argentina. Enfrentando o Sada Cruzeiro, campeão da última edição, levou o jogo para o último set, perdendo por 13-15 no tie-break. Na disputa do terceiro lugar, venceu o time argentino Bolívar Vóley por 3-1 sets, tendo o seu central Maurício Souza levado o prêmio de 2º melhor central da competição.

### 2020/2021
Para essa temporada, o clube contrata 4 jogadores com passagem pela seleção brasileira: o oposto Felipe Roque, o ponteiro João Rafael, e os campeões olímpicos Bruno Rezende e Maurício Borges. Para administrar o time, o técnico multicampeão e medalhista olímpico Carlos Weber, que comandava o Bolívar Vóley, foi contratado para assumir o cargo de Dal Zotto.
Para suprir a não realização dos playoffs da Superliga da temporada anterior, a CBV criou o Troféu Super Vôlei de 2020 com os oitos melhores colocados da última edição. O clube paulista conquistou o título do torneio ao vencer o Sada Cruzeiro por 3-0 sets no Arena Minas, em Belo Horizonte.
Em 30 de outubro o clube paulista voltou a derrotar o Sada Cruzeiro pela disputa do título da Supercopa de 2020, que ocorreu em Campo Grande, Mato Grosso do Sul. Na disputa pelo bicampeonato da Superliga, o time terminou na 2ª colocação na fase regular, perdendo apenas duas partidas. Na fase dos playoffs, que ocorreu no CDV - Centro de Desenvolvimento do Voleibol, em Saquarema, venceu o América Vôlei nas quartas-de-final, após vencer duas partidas da melhor de três. Na semifinal encarou o Vôlei Renata, passando com tranquilidade, venceu o time de Campinas por 3-1 e 3-0, respectivamente. Na final, ainda no formato de melhor de três, venceu as duas primeiras partidas e levou o bicampeonato do torneio, com o ponteiro do time, Maurício Borges, levando o prêmio de MVP da edição.

### 2021/2022
Após a volta do levantador Bruno Rezende para o voleibol italiano, o clube contratou o experiente Murilo Radke e o nome de alguns jovens jogadores para recompor a equipe. Matheus Krauchuk, o cubano Luiz Mazorra e André Ludegards foram os ponteiros contratados pelo clube, além dos centrais Felipe Brito e do norte-americano Patrick Gasman.
Em julho de 2021, o novo prefeito de Taubaté, José Saud, anunciou o rompimento da parceria entre o Vôlei Taubaté FUNVIC, após atrasos de salários e outras dívidas virem à tona. Com isso, o projeto foi transferido para Natal, no Rio Grande do Norte. O presidente da FUNVIC, Luís Otávio Palhari, anunciou a fusão da equipe com o Vôlei Aero Clube (equipe 4ª colocada na última Superliga B). O clube anunciou o novo patrocinador master da nova equipe, a Educacoin, a primeira criptomoeda/token brasileira, que alterou nome da equipe para Funvic Educacoin Natal.
O primeiro desafio da nova equipe foi a Supercopa de 2021 contra o Sada Cruzeiro em 26 de outubro de 2021. O time potiguar cometeu 26 erros e o time mineiro conquistou o tetracampeonato, fazendo 3 sets a 0.

## Principais títulos
| Nacionais | Nacionais            | Nacionais | Nacionais                           |
|           | Competição           | Títulos   | Temporadas                          |
| --------- | -------------------- | --------- | ----------------------------------- |
| Brasil    | Superliga - Série A  | 2         | 2018-19 e 2020-21                   |
| Brasil    | Copa Brasil          | 2         | 2015 e 2017                         |
| Brasil    | Supercopa Brasileira | 2         | 2019 e 2020                         |
| Brasil    | Troféu Super Vôlei   | 1         | 2020                                |
| Estaduais |                      |           |                                     |
|           | Competição           | Títulos   | Temporadas                          |
| São Paulo | Campeonato Paulista  | 6         | 2014, 2015, 2016, 2017, 2018 e 2019 |
| São Paulo | Copa São Paulo       | 1         | 2015                                |
| Regionais |                      |           |                                     |
|           | Competição           | Títulos   | Temporadas                          |
|           | Jogos Regionais      | 1         | 2015                                |

## Elenco 2021/2022
| \| Técnico: João Marcondes \| \| \| \| \| Nome \| Origem \| Nome \| Origem \| \| Levantadores \| \| \| \| \| 3 Alexsandro Garcia \| Brasil \| 11 João Gabriel Mossa \| Brasil \| \| 13 Gabriel Ferreira Garcia \| Brasil \| \| \| \| Centrais \| \| \| \| \| 6 Patrick Gasman \| Estados Unidos \| 16 Felipe Brito \| Brasil \| \| 19 Symon Lima \| Brasil \| \| \| \| Pontas \| \| \| \| \| 2 Elián \| Cuba \| 14 Emanuel Lucena Filho \| Brasil \| \| 20 Fábio Rodrigues \| Brasil \| \| \| \| Opostos \| \| \| \| \| 12 Gabriel Gomes \| Brasil \| 18 Felipe Roque \| Brasil \| \| Líberos \| \| \| \| \| 10 Vitor Yudi \| Brasil \| 17 Thales \| Brasil \| Notas: | Gabriel # 12 Pat # 6 Fábio # 20 Elián # 2 Brito # 16 Índio # 3 Thales # 17 |                         |        |
| Técnico: João Marcondes |                                                                            |                         |        |
| Nome | Origem                                                                     | Nome                    | Origem |
| Levantadores |                                                                            |                         |        |
| 3 Alexsandro Garcia | Brasil                                                                     | 11 João Gabriel Mossa   | Brasil |
| 13 Gabriel Ferreira Garcia | Brasil                                                                     |                         |        |
| Centrais |                                                                            |                         |        |
| 6 Patrick Gasman | Estados Unidos                                                             | 16 Felipe Brito         | Brasil |
| 19 Symon Lima | Brasil                                                                     |                         |        |
| Pontas |                                                                            |                         |        |
| 2 Elián | Cuba                                                                       | 14 Emanuel Lucena Filho | Brasil |
| 20 Fábio Rodrigues | Brasil                                                                     |                         |        |
| Opostos |                                                                            |                         |        |
| 12 Gabriel Gomes | Brasil                                                                     | 18 Felipe Roque         | Brasil |
| Líberos |                                                                            |                         |        |
| 10 Vitor Yudi | Brasil                                                                     | 17 Thales               | Brasil |

| Técnico: João Marcondes    |                |                         |        |
| Nome                       | Origem         | Nome                    | Origem |
| Levantadores               |                |                         |        |
| 3 Alexsandro Garcia        | Brasil         | 11 João Gabriel Mossa   | Brasil |
| 13 Gabriel Ferreira Garcia | Brasil         |                         |        |
| Centrais                   |                |                         |        |
| 6 Patrick Gasman           | Estados Unidos | 16 Felipe Brito         | Brasil |
| 19 Symon Lima              | Brasil         |                         |        |
| Pontas                     |                |                         |        |
| 2 Elián                    | Cuba           | 14 Emanuel Lucena Filho | Brasil |
| 20 Fábio Rodrigues         | Brasil         |                         |        |
| Opostos                    |                |                         |        |
| 12 Gabriel Gomes           | Brasil         | 18 Felipe Roque         | Brasil |
| Líberos                    |                |                         |        |
| 10 Vitor Yudi              | Brasil         | 17 Thales               | Brasil |

| \| Técnico: João Marcondes \| \| \| \| \| Nome \| Origem \| Nome \| Origem \| \| Levantadores \| \| \| \| \| 3 Alexsandro Garcia \| Brasil \| 11 João Gabriel Mossa \| Brasil \| \| 13 Gabriel Ferreira Garcia \| Brasil \| \| \| \| Centrais \| \| \| \| \| 6 Patrick Gasman \| Estados Unidos \| 16 Felipe Brito \| Brasil \| \| 19 Symon Lima \| Brasil \| \| \| \| Pontas \| \| \| \| \| 2 Elián \| Cuba \| 14 Emanuel Lucena Filho \| Brasil \| \| 20 Fábio Rodrigues \| Brasil \| \| \| \| Opostos \| \| \| \| \| 12 Gabriel Gomes \| Brasil \| 18 Felipe Roque \| Brasil \| \| Líberos \| \| \| \| \| 10 Vitor Yudi \| Brasil \| 17 Thales \| Brasil \| Notas: | Gabriel # 12 Pat # 6 Fábio # 20 Elián # 2 Brito # 16 Índio # 3 Thales # 17 |                         |        |
| Técnico: João Marcondes |                                                                            |                         |        |
| Nome | Origem                                                                     | Nome                    | Origem |
| Levantadores |                                                                            |                         |        |
| 3 Alexsandro Garcia | Brasil                                                                     | 11 João Gabriel Mossa   | Brasil |
| 13 Gabriel Ferreira Garcia | Brasil                                                                     |                         |        |
| Centrais |                                                                            |                         |        |
| 6 Patrick Gasman | Estados Unidos                                                             | 16 Felipe Brito         | Brasil |
| 19 Symon Lima | Brasil                                                                     |                         |        |
| Pontas |                                                                            |                         |        |
| 2 Elián | Cuba                                                                       | 14 Emanuel Lucena Filho | Brasil |
| 20 Fábio Rodrigues | Brasil                                                                     |                         |        |
| Opostos |                                                                            |                         |        |
| 12 Gabriel Gomes | Brasil                                                                     | 18 Felipe Roque         | Brasil |
| Líberos |                                                                            |                         |        |
| 10 Vitor Yudi | Brasil                                                                     | 17 Thales               | Brasil |

| Técnico: João Marcondes    |                |                         |        |
| Nome                       | Origem         | Nome                    | Origem |
| Levantadores               |                |                         |        |
| 3 Alexsandro Garcia        | Brasil         | 11 João Gabriel Mossa   | Brasil |
| 13 Gabriel Ferreira Garcia | Brasil         |                         |        |
| Centrais                   |                |                         |        |
| 6 Patrick Gasman           | Estados Unidos | 16 Felipe Brito         | Brasil |
| 19 Symon Lima              | Brasil         |                         |        |
| Pontas                     |                |                         |        |
| 2 Elián                    | Cuba           | 14 Emanuel Lucena Filho | Brasil |
| 20 Fábio Rodrigues         | Brasil         |                         |        |
| Opostos                    |                |                         |        |
| 12 Gabriel Gomes           | Brasil         | 18 Felipe Roque         | Brasil |
| Líberos                    |                |                         |        |
| 10 Vitor Yudi              | Brasil         | 17 Thales               | Brasil |

| \| Técnico: João Marcondes \| \| \| \| \| Nome \| Origem \| Nome \| Origem \| \| Levantadores \| \| \| \| \| 3 Alexsandro Garcia \| Brasil \| 11 João Gabriel Mossa \| Brasil \| \| 13 Gabriel Ferreira Garcia \| Brasil \| \| \| \| Centrais \| \| \| \| \| 6 Patrick Gasman \| Estados Unidos \| 16 Felipe Brito \| Brasil \| \| 19 Symon Lima \| Brasil \| \| \| \| Pontas \| \| \| \| \| 2 Elián \| Cuba \| 14 Emanuel Lucena Filho \| Brasil \| \| 20 Fábio Rodrigues \| Brasil \| \| \| \| Opostos \| \| \| \| \| 12 Gabriel Gomes \| Brasil \| 18 Felipe Roque \| Brasil \| \| Líberos \| \| \| \| \| 10 Vitor Yudi \| Brasil \| 17 Thales \| Brasil \| Notas: | Gabriel # 12 Pat # 6 Fábio # 20 Elián # 2 Brito # 16 Índio # 3 Thales # 17 |                         |        |
| Técnico: João Marcondes |                                                                            |                         |        |
| Nome | Origem                                                                     | Nome                    | Origem |
| Levantadores |                                                                            |                         |        |
| 3 Alexsandro Garcia | Brasil                                                                     | 11 João Gabriel Mossa   | Brasil |
| 13 Gabriel Ferreira Garcia | Brasil                                                                     |                         |        |
| Centrais |                                                                            |                         |        |
| 6 Patrick Gasman | Estados Unidos                                                             | 16 Felipe Brito         | Brasil |
| 19 Symon Lima | Brasil                                                                     |                         |        |
| Pontas |                                                                            |                         |        |
| 2 Elián | Cuba                                                                       | 14 Emanuel Lucena Filho | Brasil |
| 20 Fábio Rodrigues | Brasil                                                                     |                         |        |
| Opostos |                                                                            |                         |        |
| 12 Gabriel Gomes | Brasil                                                                     | 18 Felipe Roque         | Brasil |
| Líberos |                                                                            |                         |        |
| 10 Vitor Yudi | Brasil                                                                     | 17 Thales               | Brasil |

| Técnico: João Marcondes    |                |                         |        |
| Nome                       | Origem         | Nome                    | Origem |
| Levantadores               |                |                         |        |
| 3 Alexsandro Garcia        | Brasil         | 11 João Gabriel Mossa   | Brasil |
| 13 Gabriel Ferreira Garcia | Brasil         |                         |        |
| Centrais                   |                |                         |        |
| 6 Patrick Gasman           | Estados Unidos | 16 Felipe Brito         | Brasil |
| 19 Symon Lima              | Brasil         |                         |        |
| Pontas                     |                |                         |        |
| 2 Elián                    | Cuba           | 14 Emanuel Lucena Filho | Brasil |
| 20 Fábio Rodrigues         | Brasil         |                         |        |
| Opostos                    |                |                         |        |
| 12 Gabriel Gomes           | Brasil         | 18 Felipe Roque         | Brasil |
| Líberos                    |                |                         |        |
| 10 Vitor Yudi              | Brasil         | 17 Thales               | Brasil |

| \| Técnico: João Marcondes \| \| \| \| \| Nome \| Origem \| Nome \| Origem \| \| Levantadores \| \| \| \| \| 3 Alexsandro Garcia \| Brasil \| 11 João Gabriel Mossa \| Brasil \| \| 13 Gabriel Ferreira Garcia \| Brasil \| \| \| \| Centrais \| \| \| \| \| 6 Patrick Gasman \| Estados Unidos \| 16 Felipe Brito \| Brasil \| \| 19 Symon Lima \| Brasil \| \| \| \| Pontas \| \| \| \| \| 2 Elián \| Cuba \| 14 Emanuel Lucena Filho \| Brasil \| \| 20 Fábio Rodrigues \| Brasil \| \| \| \| Opostos \| \| \| \| \| 12 Gabriel Gomes \| Brasil \| 18 Felipe Roque \| Brasil \| \| Líberos \| \| \| \| \| 10 Vitor Yudi \| Brasil \| 17 Thales \| Brasil \| Notas: | Gabriel # 12 Pat # 6 Fábio # 20 Elián # 2 Brito # 16 Índio # 3 Thales # 17 |                         |        |
| Técnico: João Marcondes |                                                                            |                         |        |
| Nome | Origem                                                                     | Nome                    | Origem |
| Levantadores |                                                                            |                         |        |
| 3 Alexsandro Garcia | Brasil                                                                     | 11 João Gabriel Mossa   | Brasil |
| 13 Gabriel Ferreira Garcia | Brasil                                                                     |                         |        |
| Centrais |                                                                            |                         |        |
| 6 Patrick Gasman | Estados Unidos                                                             | 16 Felipe Brito         | Brasil |
| 19 Symon Lima | Brasil                                                                     |                         |        |
| Pontas |                                                                            |                         |        |
| 2 Elián | Cuba                                                                       | 14 Emanuel Lucena Filho | Brasil |
| 20 Fábio Rodrigues | Brasil                                                                     |                         |        |
| Opostos |                                                                            |                         |        |
| 12 Gabriel Gomes | Brasil                                                                     | 18 Felipe Roque         | Brasil |
| Líberos |                                                                            |                         |        |
| 10 Vitor Yudi | Brasil                                                                     | 17 Thales               | Brasil |

| Técnico: João Marcondes    |                |                         |        |
| Nome                       | Origem         | Nome                    | Origem |
| Levantadores               |                |                         |        |
| 3 Alexsandro Garcia        | Brasil         | 11 João Gabriel Mossa   | Brasil |
| 13 Gabriel Ferreira Garcia | Brasil         |                         |        |
| Centrais                   |                |                         |        |
| 6 Patrick Gasman           | Estados Unidos | 16 Felipe Brito         | Brasil |
| 19 Symon Lima              | Brasil         |                         |        |
| Pontas                     |                |                         |        |
| 2 Elián                    | Cuba           | 14 Emanuel Lucena Filho | Brasil |
| 20 Fábio Rodrigues         | Brasil         |                         |        |
| Opostos                    |                |                         |        |
| 12 Gabriel Gomes           | Brasil         | 18 Felipe Roque         | Brasil |
| Líberos                    |                |                         |        |
| 10 Vitor Yudi              | Brasil         | 17 Thales               | Brasil |

| \| Técnico: João Marcondes \| \| \| \| \| Nome \| Origem \| Nome \| Origem \| \| Levantadores \| \| \| \| \| 3 Alexsandro Garcia \| Brasil \| 11 João Gabriel Mossa \| Brasil \| \| 13 Gabriel Ferreira Garcia \| Brasil \| \| \| \| Centrais \| \| \| \| \| 6 Patrick Gasman \| Estados Unidos \| 16 Felipe Brito \| Brasil \| \| 19 Symon Lima \| Brasil \| \| \| \| Pontas \| \| \| \| \| 2 Elián \| Cuba \| 14 Emanuel Lucena Filho \| Brasil \| \| 20 Fábio Rodrigues \| Brasil \| \| \| \| Opostos \| \| \| \| \| 12 Gabriel Gomes \| Brasil \| 18 Felipe Roque \| Brasil \| \| Líberos \| \| \| \| \| 10 Vitor Yudi \| Brasil \| 17 Thales \| Brasil \| Notas: | Gabriel # 12 Pat # 6 Fábio # 20 Elián # 2 Brito # 16 Índio # 3 Thales # 17 |                         |        |
| Técnico: João Marcondes |                                                                            |                         |        |
| Nome | Origem                                                                     | Nome                    | Origem |
| Levantadores |                                                                            |                         |        |
| 3 Alexsandro Garcia | Brasil                                                                     | 11 João Gabriel Mossa   | Brasil |
| 13 Gabriel Ferreira Garcia | Brasil                                                                     |                         |        |
| Centrais |                                                                            |                         |        |
| 6 Patrick Gasman | Estados Unidos                                                             | 16 Felipe Brito         | Brasil |
| 19 Symon Lima | Brasil                                                                     |                         |        |
| Pontas |                                                                            |                         |        |
| 2 Elián | Cuba                                                                       | 14 Emanuel Lucena Filho | Brasil |
| 20 Fábio Rodrigues | Brasil                                                                     |                         |        |
| Opostos |                                                                            |                         |        |
| 12 Gabriel Gomes | Brasil                                                                     | 18 Felipe Roque         | Brasil |
| Líberos |                                                                            |                         |        |
| 10 Vitor Yudi | Brasil                                                                     | 17 Thales               | Brasil |

| Técnico: João Marcondes    |                |                         |        |
| Nome                       | Origem         | Nome                    | Origem |
| Levantadores               |                |                         |        |
| 3 Alexsandro Garcia        | Brasil         | 11 João Gabriel Mossa   | Brasil |
| 13 Gabriel Ferreira Garcia | Brasil         |                         |        |
| Centrais                   |                |                         |        |
| 6 Patrick Gasman           | Estados Unidos | 16 Felipe Brito         | Brasil |
| 19 Symon Lima              | Brasil         |                         |        |
| Pontas                     |                |                         |        |
| 2 Elián                    | Cuba           | 14 Emanuel Lucena Filho | Brasil |
| 20 Fábio Rodrigues         | Brasil         |                         |        |
| Opostos                    |                |                         |        |
| 12 Gabriel Gomes           | Brasil         | 18 Felipe Roque         | Brasil |
| Líberos                    |                |                         |        |
| 10 Vitor Yudi              | Brasil         | 17 Thales               | Brasil |

| \| Técnico: João Marcondes \| \| \| \| \| Nome \| Origem \| Nome \| Origem \| \| Levantadores \| \| \| \| \| 3 Alexsandro Garcia \| Brasil \| 11 João Gabriel Mossa \| Brasil \| \| 13 Gabriel Ferreira Garcia \| Brasil \| \| \| \| Centrais \| \| \| \| \| 6 Patrick Gasman \| Estados Unidos \| 16 Felipe Brito \| Brasil \| \| 19 Symon Lima \| Brasil \| \| \| \| Pontas \| \| \| \| \| 2 Elián \| Cuba \| 14 Emanuel Lucena Filho \| Brasil \| \| 20 Fábio Rodrigues \| Brasil \| \| \| \| Opostos \| \| \| \| \| 12 Gabriel Gomes \| Brasil \| 18 Felipe Roque \| Brasil \| \| Líberos \| \| \| \| \| 10 Vitor Yudi \| Brasil \| 17 Thales \| Brasil \| Notas: | Gabriel # 12 Pat # 6 Fábio # 20 Elián # 2 Brito # 16 Índio # 3 Thales # 17 |                         |        |
| Técnico: João Marcondes |                                                                            |                         |        |
| Nome | Origem                                                                     | Nome                    | Origem |
| Levantadores |                                                                            |                         |        |
| 3 Alexsandro Garcia | Brasil                                                                     | 11 João Gabriel Mossa   | Brasil |
| 13 Gabriel Ferreira Garcia | Brasil                                                                     |                         |        |
| Centrais |                                                                            |                         |        |
| 6 Patrick Gasman | Estados Unidos                                                             | 16 Felipe Brito         | Brasil |
| 19 Symon Lima | Brasil                                                                     |                         |        |
| Pontas |                                                                            |                         |        |
| 2 Elián | Cuba                                                                       | 14 Emanuel Lucena Filho | Brasil |
| 20 Fábio Rodrigues | Brasil                                                                     |                         |        |
| Opostos |                                                                            |                         |        |
| 12 Gabriel Gomes | Brasil                                                                     | 18 Felipe Roque         | Brasil |
| Líberos |                                                                            |                         |        |
| 10 Vitor Yudi | Brasil                                                                     | 17 Thales               | Brasil |

| Técnico: João Marcondes    |                |                         |        |
| Nome                       | Origem         | Nome                    | Origem |
| Levantadores               |                |                         |        |
| 3 Alexsandro Garcia        | Brasil         | 11 João Gabriel Mossa   | Brasil |
| 13 Gabriel Ferreira Garcia | Brasil         |                         |        |
| Centrais                   |                |                         |        |
| 6 Patrick Gasman           | Estados Unidos | 16 Felipe Brito         | Brasil |
| 19 Symon Lima              | Brasil         |                         |        |
| Pontas                     |                |                         |        |
| 2 Elián                    | Cuba           | 14 Emanuel Lucena Filho | Brasil |
| 20 Fábio Rodrigues         | Brasil         |                         |        |
| Opostos                    |                |                         |        |
| 12 Gabriel Gomes           | Brasil         | 18 Felipe Roque         | Brasil |
| Líberos                    |                |                         |        |
| 10 Vitor Yudi              | Brasil         | 17 Thales               | Brasil |

| \| Técnico: João Marcondes \| \| \| \| \| Nome \| Origem \| Nome \| Origem \| \| Levantadores \| \| \| \| \| 3 Alexsandro Garcia \| Brasil \| 11 João Gabriel Mossa \| Brasil \| \| 13 Gabriel Ferreira Garcia \| Brasil \| \| \| \| Centrais \| \| \| \| \| 6 Patrick Gasman \| Estados Unidos \| 16 Felipe Brito \| Brasil \| \| 19 Symon Lima \| Brasil \| \| \| \| Pontas \| \| \| \| \| 2 Elián \| Cuba \| 14 Emanuel Lucena Filho \| Brasil \| \| 20 Fábio Rodrigues \| Brasil \| \| \| \| Opostos \| \| \| \| \| 12 Gabriel Gomes \| Brasil \| 18 Felipe Roque \| Brasil \| \| Líberos \| \| \| \| \| 10 Vitor Yudi \| Brasil \| 17 Thales \| Brasil \| Notas: | Gabriel # 12 Pat # 6 Fábio # 20 Elián # 2 Brito # 16 Índio # 3 Thales # 17 |                         |        |
| Técnico: João Marcondes |                                                                            |                         |        |
| Nome | Origem                                                                     | Nome                    | Origem |
| Levantadores |                                                                            |                         |        |
| 3 Alexsandro Garcia | Brasil                                                                     | 11 João Gabriel Mossa   | Brasil |
| 13 Gabriel Ferreira Garcia | Brasil                                                                     |                         |        |
| Centrais |                                                                            |                         |        |
| 6 Patrick Gasman | Estados Unidos                                                             | 16 Felipe Brito         | Brasil |
| 19 Symon Lima | Brasil                                                                     |                         |        |
| Pontas |                                                                            |                         |        |
| 2 Elián | Cuba                                                                       | 14 Emanuel Lucena Filho | Brasil |
| 20 Fábio Rodrigues | Brasil                                                                     |                         |        |
| Opostos |                                                                            |                         |        |
| 12 Gabriel Gomes | Brasil                                                                     | 18 Felipe Roque         | Brasil |
| Líberos |                                                                            |                         |        |
| 10 Vitor Yudi | Brasil                                                                     | 17 Thales               | Brasil |

| Técnico: João Marcondes    |                |                         |        |
| Nome                       | Origem         | Nome                    | Origem |
| Levantadores               |                |                         |        |
| 3 Alexsandro Garcia        | Brasil         | 11 João Gabriel Mossa   | Brasil |
| 13 Gabriel Ferreira Garcia | Brasil         |                         |        |
| Centrais                   |                |                         |        |
| 6 Patrick Gasman           | Estados Unidos | 16 Felipe Brito         | Brasil |
| 19 Symon Lima              | Brasil         |                         |        |
| Pontas                     |                |                         |        |
| 2 Elián                    | Cuba           | 14 Emanuel Lucena Filho | Brasil |
| 20 Fábio Rodrigues         | Brasil         |                         |        |
| Opostos                    |                |                         |        |
| 12 Gabriel Gomes           | Brasil         | 18 Felipe Roque         | Brasil |
| Líberos                    |                |                         |        |
| 10 Vitor Yudi              | Brasil         | 17 Thales               | Brasil |

| \| Técnico: João Marcondes \| \| \| \| \| Nome \| Origem \| Nome \| Origem \| \| Levantadores \| \| \| \| \| 3 Alexsandro Garcia \| Brasil \| 11 João Gabriel Mossa \| Brasil \| \| 13 Gabriel Ferreira Garcia \| Brasil \| \| \| \| Centrais \| \| \| \| \| 6 Patrick Gasman \| Estados Unidos \| 16 Felipe Brito \| Brasil \| \| 19 Symon Lima \| Brasil \| \| \| \| Pontas \| \| \| \| \| 2 Elián \| Cuba \| 14 Emanuel Lucena Filho \| Brasil \| \| 20 Fábio Rodrigues \| Brasil \| \| \| \| Opostos \| \| \| \| \| 12 Gabriel Gomes \| Brasil \| 18 Felipe Roque \| Brasil \| \| Líberos \| \| \| \| \| 10 Vitor Yudi \| Brasil \| 17 Thales \| Brasil \| Notas: | Gabriel # 12 Pat # 6 Fábio # 20 Elián # 2 Brito # 16 Índio # 3 Thales # 17 |                         |        |
| Técnico: João Marcondes |                                                                            |                         |        |
| Nome | Origem                                                                     | Nome                    | Origem |
| Levantadores |                                                                            |                         |        |
| 3 Alexsandro Garcia | Brasil                                                                     | 11 João Gabriel Mossa   | Brasil |
| 13 Gabriel Ferreira Garcia | Brasil                                                                     |                         |        |
| Centrais |                                                                            |                         |        |
| 6 Patrick Gasman | Estados Unidos                                                             | 16 Felipe Brito         | Brasil |
| 19 Symon Lima | Brasil                                                                     |                         |        |
| Pontas |                                                                            |                         |        |
| 2 Elián | Cuba                                                                       | 14 Emanuel Lucena Filho | Brasil |
| 20 Fábio Rodrigues | Brasil                                                                     |                         |        |
| Opostos |                                                                            |                         |        |
| 12 Gabriel Gomes | Brasil                                                                     | 18 Felipe Roque         | Brasil |
| Líberos |                                                                            |                         |        |
| 10 Vitor Yudi | Brasil                                                                     | 17 Thales               | Brasil |

| Técnico: João Marcondes    |                |                         |        |
| Nome                       | Origem         | Nome                    | Origem |
| Levantadores               |                |                         |        |
| 3 Alexsandro Garcia        | Brasil         | 11 João Gabriel Mossa   | Brasil |
| 13 Gabriel Ferreira Garcia | Brasil         |                         |        |
| Centrais                   |                |                         |        |
| 6 Patrick Gasman           | Estados Unidos | 16 Felipe Brito         | Brasil |
| 19 Symon Lima              | Brasil         |                         |        |
| Pontas                     |                |                         |        |
| 2 Elián                    | Cuba           | 14 Emanuel Lucena Filho | Brasil |
| 20 Fábio Rodrigues         | Brasil         |                         |        |
| Opostos                    |                |                         |        |
| 12 Gabriel Gomes           | Brasil         | 18 Felipe Roque         | Brasil |
| Líberos                    |                |                         |        |
| 10 Vitor Yudi              | Brasil         | 17 Thales               | Brasil |

| \| Técnico: João Marcondes \| \| \| \| \| Nome \| Origem \| Nome \| Origem \| \| Levantadores \| \| \| \| \| 3 Alexsandro Garcia \| Brasil \| 11 João Gabriel Mossa \| Brasil \| \| 13 Gabriel Ferreira Garcia \| Brasil \| \| \| \| Centrais \| \| \| \| \| 6 Patrick Gasman \| Estados Unidos \| 16 Felipe Brito \| Brasil \| \| 19 Symon Lima \| Brasil \| \| \| \| Pontas \| \| \| \| \| 2 Elián \| Cuba \| 14 Emanuel Lucena Filho \| Brasil \| \| 20 Fábio Rodrigues \| Brasil \| \| \| \| Opostos \| \| \| \| \| 12 Gabriel Gomes \| Brasil \| 18 Felipe Roque \| Brasil \| \| Líberos \| \| \| \| \| 10 Vitor Yudi \| Brasil \| 17 Thales \| Brasil \| Notas: | Gabriel # 12 Pat # 6 Fábio # 20 Elián # 2 Brito # 16 Índio # 3 Thales # 17 |                         |        |
| Técnico: João Marcondes |                                                                            |                         |        |
| Nome | Origem                                                                     | Nome                    | Origem |
| Levantadores |                                                                            |                         |        |
| 3 Alexsandro Garcia | Brasil                                                                     | 11 João Gabriel Mossa   | Brasil |
| 13 Gabriel Ferreira Garcia | Brasil                                                                     |                         |        |
| Centrais |                                                                            |                         |        |
| 6 Patrick Gasman | Estados Unidos                                                             | 16 Felipe Brito         | Brasil |
| 19 Symon Lima | Brasil                                                                     |                         |        |
| Pontas |                                                                            |                         |        |
| 2 Elián | Cuba                                                                       | 14 Emanuel Lucena Filho | Brasil |
| 20 Fábio Rodrigues | Brasil                                                                     |                         |        |
| Opostos |                                                                            |                         |        |
| 12 Gabriel Gomes | Brasil                                                                     | 18 Felipe Roque         | Brasil |
| Líberos |                                                                            |                         |        |
| 10 Vitor Yudi | Brasil                                                                     | 17 Thales               | Brasil |

| Técnico: João Marcondes    |                |                         |        |
| Nome                       | Origem         | Nome                    | Origem |
| Levantadores               |                |                         |        |
| 3 Alexsandro Garcia        | Brasil         | 11 João Gabriel Mossa   | Brasil |
| 13 Gabriel Ferreira Garcia | Brasil         |                         |        |
| Centrais                   |                |                         |        |
| 6 Patrick Gasman           | Estados Unidos | 16 Felipe Brito         | Brasil |
| 19 Symon Lima              | Brasil         |                         |        |
| Pontas                     |                |                         |        |
| 2 Elián                    | Cuba           | 14 Emanuel Lucena Filho | Brasil |
| 20 Fábio Rodrigues         | Brasil         |                         |        |
| Opostos                    |                |                         |        |
| 12 Gabriel Gomes           | Brasil         | 18 Felipe Roque         | Brasil |
| Líberos                    |                |                         |        |
| 10 Vitor Yudi              | Brasil         | 17 Thales               | Brasil |

| \| Técnico: João Marcondes \| \| \| \| \| Nome \| Origem \| Nome \| Origem \| \| Levantadores \| \| \| \| \| 3 Alexsandro Garcia \| Brasil \| 11 João Gabriel Mossa \| Brasil \| \| 13 Gabriel Ferreira Garcia \| Brasil \| \| \| \| Centrais \| \| \| \| \| 6 Patrick Gasman \| Estados Unidos \| 16 Felipe Brito \| Brasil \| \| 19 Symon Lima \| Brasil \| \| \| \| Pontas \| \| \| \| \| 2 Elián \| Cuba \| 14 Emanuel Lucena Filho \| Brasil \| \| 20 Fábio Rodrigues \| Brasil \| \| \| \| Opostos \| \| \| \| \| 12 Gabriel Gomes \| Brasil \| 18 Felipe Roque \| Brasil \| \| Líberos \| \| \| \| \| 10 Vitor Yudi \| Brasil \| 17 Thales \| Brasil \| Notas: | Gabriel # 12 Pat # 6 Fábio # 20 Elián # 2 Brito # 16 Índio # 3 Thales # 17 |                         |        |
| Técnico: João Marcondes |                                                                            |                         |        |
| Nome | Origem                                                                     | Nome                    | Origem |
| Levantadores |                                                                            |                         |        |
| 3 Alexsandro Garcia | Brasil                                                                     | 11 João Gabriel Mossa   | Brasil |
| 13 Gabriel Ferreira Garcia | Brasil                                                                     |                         |        |
| Centrais |                                                                            |                         |        |
| 6 Patrick Gasman | Estados Unidos                                                             | 16 Felipe Brito         | Brasil |
| 19 Symon Lima | Brasil                                                                     |                         |        |
| Pontas |                                                                            |                         |        |
| 2 Elián | Cuba                                                                       | 14 Emanuel Lucena Filho | Brasil |
| 20 Fábio Rodrigues | Brasil                                                                     |                         |        |
| Opostos |                                                                            |                         |        |
| 12 Gabriel Gomes | Brasil                                                                     | 18 Felipe Roque         | Brasil |
| Líberos |                                                                            |                         |        |
| 10 Vitor Yudi | Brasil                                                                     | 17 Thales               | Brasil |

| Técnico: João Marcondes    |                |                         |        |
| Nome                       | Origem         | Nome                    | Origem |
| Levantadores               |                |                         |        |
| 3 Alexsandro Garcia        | Brasil         | 11 João Gabriel Mossa   | Brasil |
| 13 Gabriel Ferreira Garcia | Brasil         |                         |        |
| Centrais                   |                |                         |        |
| 6 Patrick Gasman           | Estados Unidos | 16 Felipe Brito         | Brasil |
| 19 Symon Lima              | Brasil         |                         |        |
| Pontas                     |                |                         |        |
| 2 Elián                    | Cuba           | 14 Emanuel Lucena Filho | Brasil |
| 20 Fábio Rodrigues         | Brasil         |                         |        |
| Opostos                    |                |                         |        |
| 12 Gabriel Gomes           | Brasil         | 18 Felipe Roque         | Brasil |
| Líberos                    |                |                         |        |
| 10 Vitor Yudi              | Brasil         | 17 Thales               | Brasil |

| \| Técnico: João Marcondes \| \| \| \| \| Nome \| Origem \| Nome \| Origem \| \| Levantadores \| \| \| \| \| 3 Alexsandro Garcia \| Brasil \| 11 João Gabriel Mossa \| Brasil \| \| 13 Gabriel Ferreira Garcia \| Brasil \| \| \| \| Centrais \| \| \| \| \| 6 Patrick Gasman \| Estados Unidos \| 16 Felipe Brito \| Brasil \| \| 19 Symon Lima \| Brasil \| \| \| \| Pontas \| \| \| \| \| 2 Elián \| Cuba \| 14 Emanuel Lucena Filho \| Brasil \| \| 20 Fábio Rodrigues \| Brasil \| \| \| \| Opostos \| \| \| \| \| 12 Gabriel Gomes \| Brasil \| 18 Felipe Roque \| Brasil \| \| Líberos \| \| \| \| \| 10 Vitor Yudi \| Brasil \| 17 Thales \| Brasil \| Notas: | Gabriel # 12 Pat # 6 Fábio # 20 Elián # 2 Brito # 16 Índio # 3 Thales # 17 |                         |        |
| Técnico: João Marcondes |                                                                            |                         |        |
| Nome | Origem                                                                     | Nome                    | Origem |
| Levantadores |                                                                            |                         |        |
| 3 Alexsandro Garcia | Brasil                                                                     | 11 João Gabriel Mossa   | Brasil |
| 13 Gabriel Ferreira Garcia | Brasil                                                                     |                         |        |
| Centrais |                                                                            |                         |        |
| 6 Patrick Gasman | Estados Unidos                                                             | 16 Felipe Brito         | Brasil |
| 19 Symon Lima | Brasil                                                                     |                         |        |
| Pontas |                                                                            |                         |        |
| 2 Elián | Cuba                                                                       | 14 Emanuel Lucena Filho | Brasil |
| 20 Fábio Rodrigues | Brasil                                                                     |                         |        |
| Opostos |                                                                            |                         |        |
| 12 Gabriel Gomes | Brasil                                                                     | 18 Felipe Roque         | Brasil |
| Líberos |                                                                            |                         |        |
| 10 Vitor Yudi | Brasil                                                                     | 17 Thales               | Brasil |

| Técnico: João Marcondes    |                |                         |        |
| Nome                       | Origem         | Nome                    | Origem |
| Levantadores               |                |                         |        |
| 3 Alexsandro Garcia        | Brasil         | 11 João Gabriel Mossa   | Brasil |
| 13 Gabriel Ferreira Garcia | Brasil         |                         |        |
| Centrais                   |                |                         |        |
| 6 Patrick Gasman           | Estados Unidos | 16 Felipe Brito         | Brasil |
| 19 Symon Lima              | Brasil         |                         |        |
| Pontas                     |                |                         |        |
| 2 Elián                    | Cuba           | 14 Emanuel Lucena Filho | Brasil |
| 20 Fábio Rodrigues         | Brasil         |                         |        |
| Opostos                    |                |                         |        |
| 12 Gabriel Gomes           | Brasil         | 18 Felipe Roque         | Brasil |
| Líberos                    |                |                         |        |
| 10 Vitor Yudi              | Brasil         | 17 Thales               | Brasil |

| \| Técnico: João Marcondes \| \| \| \| \| Nome \| Origem \| Nome \| Origem \| \| Levantadores \| \| \| \| \| 3 Alexsandro Garcia \| Brasil \| 11 João Gabriel Mossa \| Brasil \| \| 13 Gabriel Ferreira Garcia \| Brasil \| \| \| \| Centrais \| \| \| \| \| 6 Patrick Gasman \| Estados Unidos \| 16 Felipe Brito \| Brasil \| \| 19 Symon Lima \| Brasil \| \| \| \| Pontas \| \| \| \| \| 2 Elián \| Cuba \| 14 Emanuel Lucena Filho \| Brasil \| \| 20 Fábio Rodrigues \| Brasil \| \| \| \| Opostos \| \| \| \| \| 12 Gabriel Gomes \| Brasil \| 18 Felipe Roque \| Brasil \| \| Líberos \| \| \| \| \| 10 Vitor Yudi \| Brasil \| 17 Thales \| Brasil \| Notas: | Gabriel # 12 Pat # 6 Fábio # 20 Elián # 2 Brito # 16 Índio # 3 Thales # 17 |                         |        |
| Técnico: João Marcondes |                                                                            |                         |        |
| Nome | Origem                                                                     | Nome                    | Origem |
| Levantadores |                                                                            |                         |        |
| 3 Alexsandro Garcia | Brasil                                                                     | 11 João Gabriel Mossa   | Brasil |
| 13 Gabriel Ferreira Garcia | Brasil                                                                     |                         |        |
| Centrais |                                                                            |                         |        |
| 6 Patrick Gasman | Estados Unidos                                                             | 16 Felipe Brito         | Brasil |
| 19 Symon Lima | Brasil                                                                     |                         |        |
| Pontas |                                                                            |                         |        |
| 2 Elián | Cuba                                                                       | 14 Emanuel Lucena Filho | Brasil |
| 20 Fábio Rodrigues | Brasil                                                                     |                         |        |
| Opostos |                                                                            |                         |        |
| 12 Gabriel Gomes | Brasil                                                                     | 18 Felipe Roque         | Brasil |
| Líberos |                                                                            |                         |        |
| 10 Vitor Yudi | Brasil                                                                     | 17 Thales               | Brasil |

| Técnico: João Marcondes    |                |                         |        |
| Nome                       | Origem         | Nome                    | Origem |
| Levantadores               |                |                         |        |
| 3 Alexsandro Garcia        | Brasil         | 11 João Gabriel Mossa   | Brasil |
| 13 Gabriel Ferreira Garcia | Brasil         |                         |        |
| Centrais                   |                |                         |        |
| 6 Patrick Gasman           | Estados Unidos | 16 Felipe Brito         | Brasil |
| 19 Symon Lima              | Brasil         |                         |        |
| Pontas                     |                |                         |        |
| 2 Elián                    | Cuba           | 14 Emanuel Lucena Filho | Brasil |
| 20 Fábio Rodrigues         | Brasil         |                         |        |
| Opostos                    |                |                         |        |
| 12 Gabriel Gomes           | Brasil         | 18 Felipe Roque         | Brasil |
| Líberos                    |                |                         |        |
| 10 Vitor Yudi              | Brasil         | 17 Thales               | Brasil |

| \| Técnico: João Marcondes \| \| \| \| \| Nome \| Origem \| Nome \| Origem \| \| Levantadores \| \| \| \| \| 3 Alexsandro Garcia \| Brasil \| 11 João Gabriel Mossa \| Brasil \| \| 13 Gabriel Ferreira Garcia \| Brasil \| \| \| \| Centrais \| \| \| \| \| 6 Patrick Gasman \| Estados Unidos \| 16 Felipe Brito \| Brasil \| \| 19 Symon Lima \| Brasil \| \| \| \| Pontas \| \| \| \| \| 2 Elián \| Cuba \| 14 Emanuel Lucena Filho \| Brasil \| \| 20 Fábio Rodrigues \| Brasil \| \| \| \| Opostos \| \| \| \| \| 12 Gabriel Gomes \| Brasil \| 18 Felipe Roque \| Brasil \| \| Líberos \| \| \| \| \| 10 Vitor Yudi \| Brasil \| 17 Thales \| Brasil \| Notas: | Gabriel # 12 Pat # 6 Fábio # 20 Elián # 2 Brito # 16 Índio # 3 Thales # 17 |                         |        |
| Técnico: João Marcondes |                                                                            |                         |        |
| Nome | Origem                                                                     | Nome                    | Origem |
| Levantadores |                                                                            |                         |        |
| 3 Alexsandro Garcia | Brasil                                                                     | 11 João Gabriel Mossa   | Brasil |
| 13 Gabriel Ferreira Garcia | Brasil                                                                     |                         |        |
| Centrais |                                                                            |                         |        |
| 6 Patrick Gasman | Estados Unidos                                                             | 16 Felipe Brito         | Brasil |
| 19 Symon Lima | Brasil                                                                     |                         |        |
| Pontas |                                                                            |                         |        |
| 2 Elián | Cuba                                                                       | 14 Emanuel Lucena Filho | Brasil |
| 20 Fábio Rodrigues | Brasil                                                                     |                         |        |
| Opostos |                                                                            |                         |        |
| 12 Gabriel Gomes | Brasil                                                                     | 18 Felipe Roque         | Brasil |
| Líberos |                                                                            |                         |        |
| 10 Vitor Yudi | Brasil                                                                     | 17 Thales               | Brasil |

| Técnico: João Marcondes    |                |                         |        |
| Nome                       | Origem         | Nome                    | Origem |
| Levantadores               |                |                         |        |
| 3 Alexsandro Garcia        | Brasil         | 11 João Gabriel Mossa   | Brasil |
| 13 Gabriel Ferreira Garcia | Brasil         |                         |        |
| Centrais                   |                |                         |        |
| 6 Patrick Gasman           | Estados Unidos | 16 Felipe Brito         | Brasil |
| 19 Symon Lima              | Brasil         |                         |        |
| Pontas                     |                |                         |        |
| 2 Elián                    | Cuba           | 14 Emanuel Lucena Filho | Brasil |
| 20 Fábio Rodrigues         | Brasil         |                         |        |
| Opostos                    |                |                         |        |
| 12 Gabriel Gomes           | Brasil         | 18 Felipe Roque         | Brasil |
| Líberos                    |                |                         |        |
| 10 Vitor Yudi              | Brasil         | 17 Thales               | Brasil |

| \| Técnico: João Marcondes \| \| \| \| \| Nome \| Origem \| Nome \| Origem \| \| Levantadores \| \| \| \| \| 3 Alexsandro Garcia \| Brasil \| 11 João Gabriel Mossa \| Brasil \| \| 13 Gabriel Ferreira Garcia \| Brasil \| \| \| \| Centrais \| \| \| \| \| 6 Patrick Gasman \| Estados Unidos \| 16 Felipe Brito \| Brasil \| \| 19 Symon Lima \| Brasil \| \| \| \| Pontas \| \| \| \| \| 2 Elián \| Cuba \| 14 Emanuel Lucena Filho \| Brasil \| \| 20 Fábio Rodrigues \| Brasil \| \| \| \| Opostos \| \| \| \| \| 12 Gabriel Gomes \| Brasil \| 18 Felipe Roque \| Brasil \| \| Líberos \| \| \| \| \| 10 Vitor Yudi \| Brasil \| 17 Thales \| Brasil \| Notas: | Gabriel # 12 Pat # 6 Fábio # 20 Elián # 2 Brito # 16 Índio # 3 Thales # 17 |                         |        |
| Técnico: João Marcondes |                                                                            |                         |        |
| Nome | Origem                                                                     | Nome                    | Origem |
| Levantadores |                                                                            |                         |        |
| 3 Alexsandro Garcia | Brasil                                                                     | 11 João Gabriel Mossa   | Brasil |
| 13 Gabriel Ferreira Garcia | Brasil                                                                     |                         |        |
| Centrais |                                                                            |                         |        |
| 6 Patrick Gasman | Estados Unidos                                                             | 16 Felipe Brito         | Brasil |
| 19 Symon Lima | Brasil                                                                     |                         |        |
| Pontas |                                                                            |                         |        |
| 2 Elián | Cuba                                                                       | 14 Emanuel Lucena Filho | Brasil |
| 20 Fábio Rodrigues | Brasil                                                                     |                         |        |
| Opostos |                                                                            |                         |        |
| 12 Gabriel Gomes | Brasil                                                                     | 18 Felipe Roque         | Brasil |
| Líberos |                                                                            |                         |        |
| 10 Vitor Yudi | Brasil                                                                     | 17 Thales               | Brasil |

| Técnico: João Marcondes    |                |                         |        |
| Nome                       | Origem         | Nome                    | Origem |
| Levantadores               |                |                         |        |
| 3 Alexsandro Garcia        | Brasil         | 11 João Gabriel Mossa   | Brasil |
| 13 Gabriel Ferreira Garcia | Brasil         |                         |        |
| Centrais                   |                |                         |        |
| 6 Patrick Gasman           | Estados Unidos | 16 Felipe Brito         | Brasil |
| 19 Symon Lima              | Brasil         |                         |        |
| Pontas                     |                |                         |        |
| 2 Elián                    | Cuba           | 14 Emanuel Lucena Filho | Brasil |
| 20 Fábio Rodrigues         | Brasil         |                         |        |
| Opostos                    |                |                         |        |
| 12 Gabriel Gomes           | Brasil         | 18 Felipe Roque         | Brasil |
| Líberos                    |                |                         |        |
| 10 Vitor Yudi              | Brasil         | 17 Thales               | Brasil |

| \| Técnico: João Marcondes \| \| \| \| \| Nome \| Origem \| Nome \| Origem \| \| Levantadores \| \| \| \| \| 3 Alexsandro Garcia \| Brasil \| 11 João Gabriel Mossa \| Brasil \| \| 13 Gabriel Ferreira Garcia \| Brasil \| \| \| \| Centrais \| \| \| \| \| 6 Patrick Gasman \| Estados Unidos \| 16 Felipe Brito \| Brasil \| \| 19 Symon Lima \| Brasil \| \| \| \| Pontas \| \| \| \| \| 2 Elián \| Cuba \| 14 Emanuel Lucena Filho \| Brasil \| \| 20 Fábio Rodrigues \| Brasil \| \| \| \| Opostos \| \| \| \| \| 12 Gabriel Gomes \| Brasil \| 18 Felipe Roque \| Brasil \| \| Líberos \| \| \| \| \| 10 Vitor Yudi \| Brasil \| 17 Thales \| Brasil \| Notas: | Gabriel # 12 Pat # 6 Fábio # 20 Elián # 2 Brito # 16 Índio # 3 Thales # 17 |                         |        |
| Técnico: João Marcondes |                                                                            |                         |        |
| Nome | Origem                                                                     | Nome                    | Origem |
| Levantadores |                                                                            |                         |        |
| 3 Alexsandro Garcia | Brasil                                                                     | 11 João Gabriel Mossa   | Brasil |
| 13 Gabriel Ferreira Garcia | Brasil                                                                     |                         |        |
| Centrais |                                                                            |                         |        |
| 6 Patrick Gasman | Estados Unidos                                                             | 16 Felipe Brito         | Brasil |
| 19 Symon Lima | Brasil                                                                     |                         |        |
| Pontas |                                                                            |                         |        |
| 2 Elián | Cuba                                                                       | 14 Emanuel Lucena Filho | Brasil |
| 20 Fábio Rodrigues | Brasil                                                                     |                         |        |
| Opostos |                                                                            |                         |        |
| 12 Gabriel Gomes | Brasil                                                                     | 18 Felipe Roque         | Brasil |
| Líberos |                                                                            |                         |        |
| 10 Vitor Yudi | Brasil                                                                     | 17 Thales               | Brasil |

| Técnico: João Marcondes    |                |                         |        |
| Nome                       | Origem         | Nome                    | Origem |
| Levantadores               |                |                         |        |
| 3 Alexsandro Garcia        | Brasil         | 11 João Gabriel Mossa   | Brasil |
| 13 Gabriel Ferreira Garcia | Brasil         |                         |        |
| Centrais                   |                |                         |        |
| 6 Patrick Gasman           | Estados Unidos | 16 Felipe Brito         | Brasil |
| 19 Symon Lima              | Brasil         |                         |        |
| Pontas                     |                |                         |        |
| 2 Elián                    | Cuba           | 14 Emanuel Lucena Filho | Brasil |
| 20 Fábio Rodrigues         | Brasil         |                         |        |
| Opostos                    |                |                         |        |
| 12 Gabriel Gomes           | Brasil         | 18 Felipe Roque         | Brasil |
| Líberos                    |                |                         |        |
| 10 Vitor Yudi              | Brasil         | 17 Thales               | Brasil |

| \| Técnico: João Marcondes \| \| \| \| \| Nome \| Origem \| Nome \| Origem \| \| Levantadores \| \| \| \| \| 3 Alexsandro Garcia \| Brasil \| 11 João Gabriel Mossa \| Brasil \| \| 13 Gabriel Ferreira Garcia \| Brasil \| \| \| \| Centrais \| \| \| \| \| 6 Patrick Gasman \| Estados Unidos \| 16 Felipe Brito \| Brasil \| \| 19 Symon Lima \| Brasil \| \| \| \| Pontas \| \| \| \| \| 2 Elián \| Cuba \| 14 Emanuel Lucena Filho \| Brasil \| \| 20 Fábio Rodrigues \| Brasil \| \| \| \| Opostos \| \| \| \| \| 12 Gabriel Gomes \| Brasil \| 18 Felipe Roque \| Brasil \| \| Líberos \| \| \| \| \| 10 Vitor Yudi \| Brasil \| 17 Thales \| Brasil \| Notas: | Gabriel # 12 Pat # 6 Fábio # 20 Elián # 2 Brito # 16 Índio # 3 Thales # 17 |                         |        |
| Técnico: João Marcondes |                                                                            |                         |        |
| Nome | Origem                                                                     | Nome                    | Origem |
| Levantadores |                                                                            |                         |        |
| 3 Alexsandro Garcia | Brasil                                                                     | 11 João Gabriel Mossa   | Brasil |
| 13 Gabriel Ferreira Garcia | Brasil                                                                     |                         |        |
| Centrais |                                                                            |                         |        |
| 6 Patrick Gasman | Estados Unidos                                                             | 16 Felipe Brito         | Brasil |
| 19 Symon Lima | Brasil                                                                     |                         |        |
| Pontas |                                                                            |                         |        |
| 2 Elián | Cuba                                                                       | 14 Emanuel Lucena Filho | Brasil |
| 20 Fábio Rodrigues | Brasil                                                                     |                         |        |
| Opostos |                                                                            |                         |        |
| 12 Gabriel Gomes | Brasil                                                                     | 18 Felipe Roque         | Brasil |
| Líberos |                                                                            |                         |        |
| 10 Vitor Yudi | Brasil                                                                     | 17 Thales               | Brasil |

| Técnico: João Marcondes    |                |                         |        |
| Nome                       | Origem         | Nome                    | Origem |
| Levantadores               |                |                         |        |
| 3 Alexsandro Garcia        | Brasil         | 11 João Gabriel Mossa   | Brasil |
| 13 Gabriel Ferreira Garcia | Brasil         |                         |        |
| Centrais                   |                |                         |        |
| 6 Patrick Gasman           | Estados Unidos | 16 Felipe Brito         | Brasil |
| 19 Symon Lima              | Brasil         |                         |        |
| Pontas                     |                |                         |        |
| 2 Elián                    | Cuba           | 14 Emanuel Lucena Filho | Brasil |
| 20 Fábio Rodrigues         | Brasil         |                         |        |
| Opostos                    |                |                         |        |
| 12 Gabriel Gomes           | Brasil         | 18 Felipe Roque         | Brasil |
| Líberos                    |                |                         |        |
| 10 Vitor Yudi              | Brasil         | 17 Thales               | Brasil |

Atletas selecionados para disputar a Superliga 2021/2022 pelo  Funvic Educacoin Natal:

## Diretoria e Comissão Técnica

### Diretoria
Presidente: Luiz Otavio Palhari
Vice-presidente: Juliano Palhari
Diretor: Marcelo Gonçalves Mora
Supervisor: Ricardo Navajas

### Comissão técnica
Técnico: Javier Weber
Assistente Técnico: Maurício Thomas
Supervisor/Assistente Técnico: Giuliano Ribas
Preparador físico: Renato Sérgio Bacchi
Preparador físico: Jaime Lansini
Fisiologista: Tiago Fukugauti
Fisioterapeuta: Miguel Ambrósio Neto
Fisioterapeuta: Maicon Douglas
Analista de Desempenho: Alexandre Leal
Massoterapeuta: Kleeva Albuquerque
Auxiliar de quadra: José Carlos Vieira (Branco)
Auxiliar de treinamentos: Davidson  Lampariello
Nutricionista: Daniela Squarcini
Administrativo: Rafael Oliveira
Gerente: Ricardo Navajas

## Temporadas anteriores

### Temporada 2020/2021
| #  | Nome                       | Apelido     | Altura(m) | Idade   | Nacionalidade | Posição    |
| -- | -------------------------- | ----------- | --------- | ------- | ------------- | ---------- |
| 1  | Bruno Rezende              | Bruninho    | 1,90      | 36 anos | brasileiro    | levantador |
| 3  | Fabiano de Souza Jeronymo  | Fabiano     | 1,80      | 34 anos | brasileiro    | levantador |
| 4  | Bruno Biella               | Bruno       | 1,89      | 28 anos | brasileiro    | central    |
| 5  | Maurício Borges            | Maurício    | 2,12      | 31 anos | brasileiro    | ponteiro   |
| 7  | Raphael Vieira de Oliveira | Rapha       | 1,90      | 41 anos | brasileiro    | levantador |
| 8  | Vitor Yudi Yamamoto        | Vitor Yudi  | 1,87      | 21 anos | brasileiro    | líbero     |
| 9  | Gabriel Candido            | Gabriel     | 1,98      | 24 anos | brasileiro    | oposto     |
| 10 | João Rafael Ferreira       | João Rafael | 1,92      | 27 anos | brasileiro    | ponteiro   |
| 11 | João Franck                | João        | 2,03      | 21 anos | brasileiro    | ponteiro   |
| 13 | Maurício Souza             | Maurício    | 2,09      | 32 anos | brasileiro    | central    |
| 14 | Douglas Souza              | Douglas     | 1,99      | 25 anos | brasileiro    | ponteiro   |
| 15 | Riad Ribeiro               | Riad        | 2,05      | 39 anos | brasileiro    | central    |
| 16 | Lucas Saatkamp             | Lucão       | 2,09      | 34 anos | brasileiro    | central    |
| 17 | Thales Hoss                | Thales      | 1,90      | 31 anos | brasileiro    | líbero     |
| 18 | Felipe Roque               | Felipe      | 2,12      | 23 anos | brasileiro    | oposto     |

### Temporada 2019/2020
| #  | Nome                       | Apelido     | Altura(m) | Idade   | Nacionalidade | Posição    |
| -- | -------------------------- | ----------- | --------- | ------- | ------------- | ---------- |
| 1  | Leandro Vissotto Neves     | Vissotto    | 2,12      | 36 anos | brasileiro    | ponteiro   |
| 3  | Fabiano de Souza Jeronymo  | Fabiano     | 1,80      | 33 anos | brasileiro    | levantador |
| 4  | Rogério Batista Filho      | Rogerinho   | 1,67      | 24 anos | brasileiro    | líbero     |
| 5  | Riad Ribeiro               | Riad        | 2,05      | 38 anos | brasileiro    | central    |
| 7  | Raphael Vieira de Oliveira | Rapha       | 1,90      | 40 anos | brasileiro    | levantador |
| 8  | Ricardo Lucarelli          | Lucarelli   | 1,96      | 27 anos | brasileiro    | ponteiro   |
| 9  | Eduardo Carísio            | Carísio     | 1,90      | 23 anos | brasileiro    | levantador |
| 11 | Mohammed Al Hachdadi       | Al Hachdadi | 2,00      | 28 anos | marroquino    | oposto     |
| 12 | Luiz Felipe Fonteles       | Lipe        | 1,96      | 35 anos | brasileiro    | ponteiro   |
| 13 | Maurício Souza             | Maurício    | 2,09      | 31 anos | brasileiro    | central    |
| 14 | Douglas Souza              | Douglas     | 1,99      | 24 anos | brasileiro    | ponteiro   |
| 15 | Pétrus Montes              | Pétrus      | 2,02      | 32 anos | brasileiro    | central    |
| 16 | Lucas Saatkamp             | Lucão       | 2,09      | 33 anos | brasileiro    | central    |
| 17 | Thales Hoss                | Thales      | 1,90      | 30 anos | brasileiro    | líbero     |
| 18 | Matheus Celestino          | Matheus     | 1,95      | 21 anos | brasileiro    | ponteiro   |

### Temporada 2018/2019
| #  | Nome                              | Apelido       | Altura(m) | Idade   | Nacionalidade | Posição    |
| -- | --------------------------------- | ------------- | --------- | ------- | ------------- | ---------- |
| 1  | Leandro Vissotto Neves            | Vissotto      | 2,12      | 35 anos | Brasil        | Oposto     |
| 2  | Rodrigo Leandro Honório da Silva  | Rodrigo       | 1,96      | 25 anos | Brasil        | Ponteiro   |
| 3  | Fabiano de Souza Jeronymo         | Fabiano       | 1,80      | 32 anos | Brasil        | Levantador |
| 4  | Luis Fernando Joventino Venceslau | Luis Fernando | 1,92      | 29 anos | Brasil        | Ponteiro   |
| 5  | Nicolás Uriarte                   | Uriarte       | 1,90      | 28 anos | Argentina     | Levantador |
| 6  | Aboubacar Dramé Neto              | Abouba        | 2,04      | 24 anos | Brasil        | Oposto     |
| 7  | Raphael Vieira de Oliveira        | Rapha         | 1,90      | 39 anos | Brasil        | Levantador |
| 8  | Ricardo Lucarelli Santos de Souza | Lucarelli     | 1,97      | 26 anos | Brasil        | Ponteiro   |
| 9  | Robson Gomes Augusto              | Robinho       | 2,05      | 33 anos | Brasil        | Central    |
| 10 | Facundo Conte                     | Conte         | 1,98      | 29 anos | Argentina     | Ponteiro   |
| 11 | Aldren Nadaleti Brand             | Aldren        | 1,86      | 27 anos | Brasil        | Líbero     |
| 12 | Douglas Correa de Souza           | Douglas       | 1,99      | 23 anos | Brasil        | Ponteiro   |
| 13 | Renan Michelucci                  | Renan         | 1,98      | 24 anos | Brasil        | Central    |
| 14 | Otávio Henrique Rodrigues Pinto   | Otávio        | 2,02      | 27 anos | Brasil        | Central    |
| 15 | Athos Ferreira Costa              | Athos         | 2,03      | 30 anos | Brasil        | Central    |
| 16 | Lucas Saatkamp                    | Lucão         | 2,09      | 32 anos | Brasil        | Central    |
| 17 | Thales Gustavo Hoss               | Thales        | 1,87      | 29 anos | Brasil        | Líbero     |

### Temporada 2017/2018
| #  | Nome                                      | Apelido        | Altura(m) | Idade   | Nacionalidade | Posição    |
| -- | ----------------------------------------- | -------------- | --------- | ------- | ------------- | ---------- |
| 1  | Rodrigo Ruiz Abrão                        | Rodrigo Ruiz   | 1,94      | 21 anos | Brasil        | Ponteiro   |
| 2  | Matheus Natividade de Oliveira            | Matheus        | 1,80      | 23      | Brasil        | Líbero     |
| 3  | Marko Ivović                              | Ivović         | 1,95      | 27 anos | Sérvia        | Ponteiro   |
| 4  | Wallace Leandro de Souza                  | Wallace        | 1,98      | 30 anos | Brasil        | Oposto     |
| 5  | Paulo Renan Bertassoni                    | Paulo Renan    | 1,85      | 32 anos | Brasil        | Levantador |
| 6  | Renan Pereira dos Santos                  | Renan Santos   | 2,03      | 23 anos | Brasil        | Oposto     |
| 7  | Raphael Vieira de Oliveira                | Rapha          | 1,90      | 36 anos | Brasil        | Levantador |
| 8  | Ricardo Lucarelli de Souza                | Lucarelli      | 1,95      | 24 anos | Brasil        | Ponteiro   |
| 9  | Lucas Madalóz                             | Madalóz        | 1,98      | 22 anos | Brasil        | Ponteiro   |
| 10 | Nicolas Bernard Muck dos Santos           | Nicolas        | 2,02      | 22 anos | Brasil        | Central    |
| 11 | Sebastián Solé                            | Solé           | 2,04      | 26 anos | Argentina     | Central    |
| 13 | Rafael Guimarães Martins                  | Rafael Martins | 2,05      | 26 anos | Brasil        | Central    |
| 14 | Otávio Henrique Rodrigues Pinto           | Otávio         | 2,02      | 25 anos | Brasil        | Central    |
| 15 | Pedro Henrique Zanchetta Jukoski da Silva | Pedro Jukoski  | 1,93      | 22 anos | Brasil        | Levantador |
| 17 | Thales Gustavo Hoss                       | Thales         | 1,85      | 28 anos | Brasil        | Líbero     |
| 18 | Dante Amaral                              | Dante          | 2,02      | 37 anos | Brasil        | Ponteiro   |

### Temporada 2016/2017
| #  | Nome                              | Apelido      | Altura(m) | Idade   | Nacionalidade | Posição    |
| -- | --------------------------------- | ------------ | --------- | ------- | ------------- | ---------- |
| 1  | Isbel Mesa                        | Isbel Mesa   | 2,03      | 27 anos | Cuba          | Central    |
| 2  | Matheus Natividade de Oliveira    | Matheus      | 1,80      | 22 anos | Brasil        | Líbero     |
| 5  | Lucas Lóh                         | Lucas Lóh    | 1,96      | 25 anos | Brasil        | Ponta      |
| 6  | Danilo Gelinski                   | Gelinski     | 1,90      | 26 anos | Brasil        | Levantador |
| 7  | Raphael Vieira de Oliveira        | Rapha        | 1,90      | 35 anos | Brasil        | Levantador |
| 8  | Ricardo Lucarelli de Souza        | Lucarelli    | 1,95      | 23 anos | Brasil        | Ponta      |
| 9  | André Ryuma Oto Aleixo            | Japa         | 1,90      | 25 anos | Brasil        | Ponta      |
| 10 | Vinicius Alessandro dos Santos    | Vinicius     | 1,96      | 30 anos | Brasil        | Ponta      |
| 11 | Renan Pereira dos Santos          | Renan        | 2,03      | 22 anos | Brasil        | Ponta      |
| 12 | Jonatan Linheiro Peixoto da Silva | Jonatan      | 1,91      | 21 anos | Brasil        | Levantador |
| 13 | Nicolas Bernard Muck dos Santos   | Nicolas      | 2,02      | 21 anos | Brasil        | Central    |
| 14 | Otávio Henrique Rodrigues Pinto   | Otávio       | 2,02      | 24 anos | Brasil        | Central    |
| 16 | Éder Carbonera                    | Éder         | 2,05      | 33 anos | Brasil        | Central    |
| 17 | Kaio Fabio Alves Rocha            | Kaio         | 2,08      | 29 anos | Brasil        | Oposto     |
| 19 | Wallace Leandro de Souza          | Wallace      | 198       | 29 anos | Brasil        | Oposto     |
| 18 | Mário da Silva Pedreira Júnior    | Mário Júnior | 192       | 34 anos | Brasil        | Líbero     |

### Temporada 2015/2016
| #  | Nome                                      | Apelido       | Altura(m) | Idade   | Nacionalidade | Posição    |
| -- | ----------------------------------------- | ------------- | --------- | ------- | ------------- | ---------- |
| 1  | Ialisson Cesar Mello de Amorim            | Ialisson      | 2,05      | 31 anos | Brasil        | Central    |
| 2  | Deivid Junior Costa                       | Deivid        | 2,06      | 29 anos | Brasil        | Central    |
| 3  | Felipe Lourenço da Silva                  | Felipe        | 1,88      | 26 anos | Brasil        | Líbero     |
| 4  | Luís Felipe Marques Fonteles              | Lipe          | 1,98      | 33 anos | Brasil        | Ponteiro   |
| 5  | Otávio Henrique Rodrigues Pinto           | Otávio        | 2,02      | 26 anos | Brasil        | Central    |
| 6  | Pedro José de Melo Teles e Gomes          | Pedro         | 1,96      | 27 anos | Brasil        | Levantador |
| 7  | Ricardo Alexandre Gomes do Rego Júnior    | Ricardo       | 2,06      | 26 anos | Brasil        | Ponteiro   |
| 8  | Lucas França dos Santos                   | Lucas         | 2,03      | 20 anos | Brasil        | Central    |
| 9  | Cristiano Oliveira dos Santos             | Cristiano     | 1,85      | 20 anos | Brasil        | Ponteiro   |
| 10 | Leonardo Litwinczuk Alves                 | Leozão        | 2,04      | 33 anos | Brasil        | Oposto     |
| 11 | Pedro Henrique Zanchetta Jukoski da Silva | Pedro Jukoski | 1,86      | 21 anos | Brasil        | Levantador |
| 12 | Diego Aparecido dos Santos                | Diego         | 1,78      | 28 anos | Brasil        | Líbero     |
| 13 | Raphael Vieira de Oliveira                | Rapha         | 1,90      | 38 anos | Brasil        | Levantador |
| 14 | Ricardo Lucarelli Santos de Souza         | Lucarelli     | 1,96      | 25 anos | Brasil        | Ponteiro   |
| 15 | André Ryuma Oto Aleixo                    | Japa          | 1,90      | 26 anos | Brasil        | Ponteiro   |
| 16 | Yadier Sanchez Sierra                     | Sanchez       | 2,00      | 30 anos | Cuba          | Oposto     |
| 17 | Gavin Charles Schmitt                     | Schmitt       | 2,10      | 31 anos | Canadá        | Oposto     |
| 18 | Lucas Victor Ferreira Rangel              | Lucão         | 2,06      | 26 anos | Brasil        | Central    |

### Temporada 2014/2015
| #  | Nome                             | Apelido        | Altura(m) | Idade   | Nacionalidade | Posição    |
| -- | -------------------------------- | -------------- | --------- | ------- | ------------- | ---------- |
| 1  | Cristiano da Silva Souza         | Cristiano      | 1,82      | 24 anos | Brasil        | Levantador |
| 2  | Leonardo Litwinczuk Alves        | Leozão         | 2,05      | 33 anos | Brasil        | Oposto     |
| 3  | Thiago Henrique Sens             | Thiago Sens    | 1,96      | 32 anos | Brasil        | Ponteiro   |
| 4  | Fabrício Stevens Finoti Dias     | Lorena         | 1,98      | 38 anos | Brasil        | Oposto     |
| 5  | Raphael Vieira de Oliveira       | Rapha          | 1,98      | 38 anos | Brasil        | Levantador |
| 6  | Diego Aparecido dos Santos       | Diego          | 1,78      | 28 anos | Brasil        | Líbero     |
| 7  | Sidnei dos Santos Junior         | Sidão          | 2,03      | 35 anos | Brasil        | Central    |
| 8  | Deivid Junior Costa              | Deivid         | 2,06      | 29 anos | Brasil        | Central    |
| 9  | Felipe Lourenço da Silva         | Felipe         | 1,88      | 29 anos | Brasil        | Líbero     |
| 10 | Luís Felipe Marques Fonteles     | Lipe           | 1,98      | 33 anos | Brasil        | Ponteiro   |
| 11 | Alberto Pedra Mendes             | Alberto        | 2,00      | 33 anos | Brasil        | Central    |
| 12 | Djalma Moreira Junior            | Djalma         | 2,00      | 24 anos | Brasil        | Ponteiro   |
| 13 | Pedro José de Melo Teles e Gomes | Pedro          | 1,96      | 27 anos | Brasil        | Levantador |
| 14 | Maurício Luis Souza              | Maurício Souza | 2,07      | 28 anos | Brasil        | Central    |
| 15 | Dante Guimarães Santos do Amaral | Dante          | 2,01      | 36 anos | Brasil        | Ponteiro   |
| 16 | Rodrigo Teles                    | Alemão         | 2,00      | 27 anos | Brasil        | Oposto     |

### Temporada 2013/2014
| #  | Nome                                   | Apelido        | Altura(m) | Idade   | Nacionalidade        | Posição    |
| -- | -------------------------------------- | -------------- | --------- | ------- | -------------------- | ---------- |
| 1  | Elvis Dalsires Contreras de Los Santos | Contreras      | 1,88      | 38 anos | República Dominicana | Ponteiro   |
| 2  | Bernardo Wilvert Reitz                 | Bernardo Reitz | 2,03      | 26 anos | Brasil               | Central    |
| 3  | Wesley da Silva Ribeiro                | Ezinho         | 1,90      | 38 anos | Brasil               | Ponteiro   |
| 4  | Alexsandro Garcia Vicente              | Índio          | 1,90      | 27 anos | Brasil               | Levantador |
| 5  | André Ricardo Lukianetz                | Lukianetz      | 1,94      | 35 anos | Brasil               | Ponteiro   |
| 6  | Juleandro Rodrigues Rocha              | Jotinha        | 1,88      | 35 anos | Brasil               | Levantador |
| 7  | Gilberto Amauri de Godoy Filho         | Giba           | 1,92      | 40 anos | Brasil               | Ponteiro   |
| 8  | Felipe Quaresma de Ávila Martins Rosa  | Quaresma       | 1,99      | 26 anos | Brasil               | Levantador |
| 9  | Leandro Araújo da Silva                | Leandrão       | 2,08      | 33 anos | Brasil               | Oposto     |
| 10 | Diego Aparecido dos Santos             | Diego          | 1,78      | 28 anos | Brasil               | Líbero     |
| 11 | Sérgio Luiz Félix Júnior               | Sérgio Félix   | 1,97      | 27 anos | Brasil               | Ponteiro   |
| 12 | Tiago Enrique Barth                    | Tiago Barth    | 2,09      | 29 anos | Brasil               | Central    |
| 13 | Pedro José de Melo Teles e Gomes       | Pedro          | 1,96      | 27 anos | Brasil               | Levantador |
| 14 | Rolando Jurquin Despaigne              | Jurquin        | 2,01      | 30 anos | Cuba                 | Ponteiro   |
| 15 | Renato Marques de Oliveira             | Renato         | 2,04      | 29 anos | Brasil               | Central    |
| 16 | Daniel Mcdonnell                       | Mcdonnell      | 2,00      | 28 anos | Estados Unidos       | Central    |
| 17 | Ashley de Menezes Tanios Nemer         | Ashley         | 1,92      | 36 anos | Brasil               | Ponteiro   |
| 18 | Rafael Rodrigues de Araújo             | Rafael Araújo  | 2,07      | 26 anos | Brasil               | Oposto     |
| 19 | Deivid Junior Costa                    | Deivid         | 2,06      | 29 anos | Brasil               | Central    |
| 20 | Luis Fernando Joventino Venceslau      | Luis Fernando  | 1,92      | 27 anos | Brasil               | Ponteiro   |